# Kunst-Werke Berlin

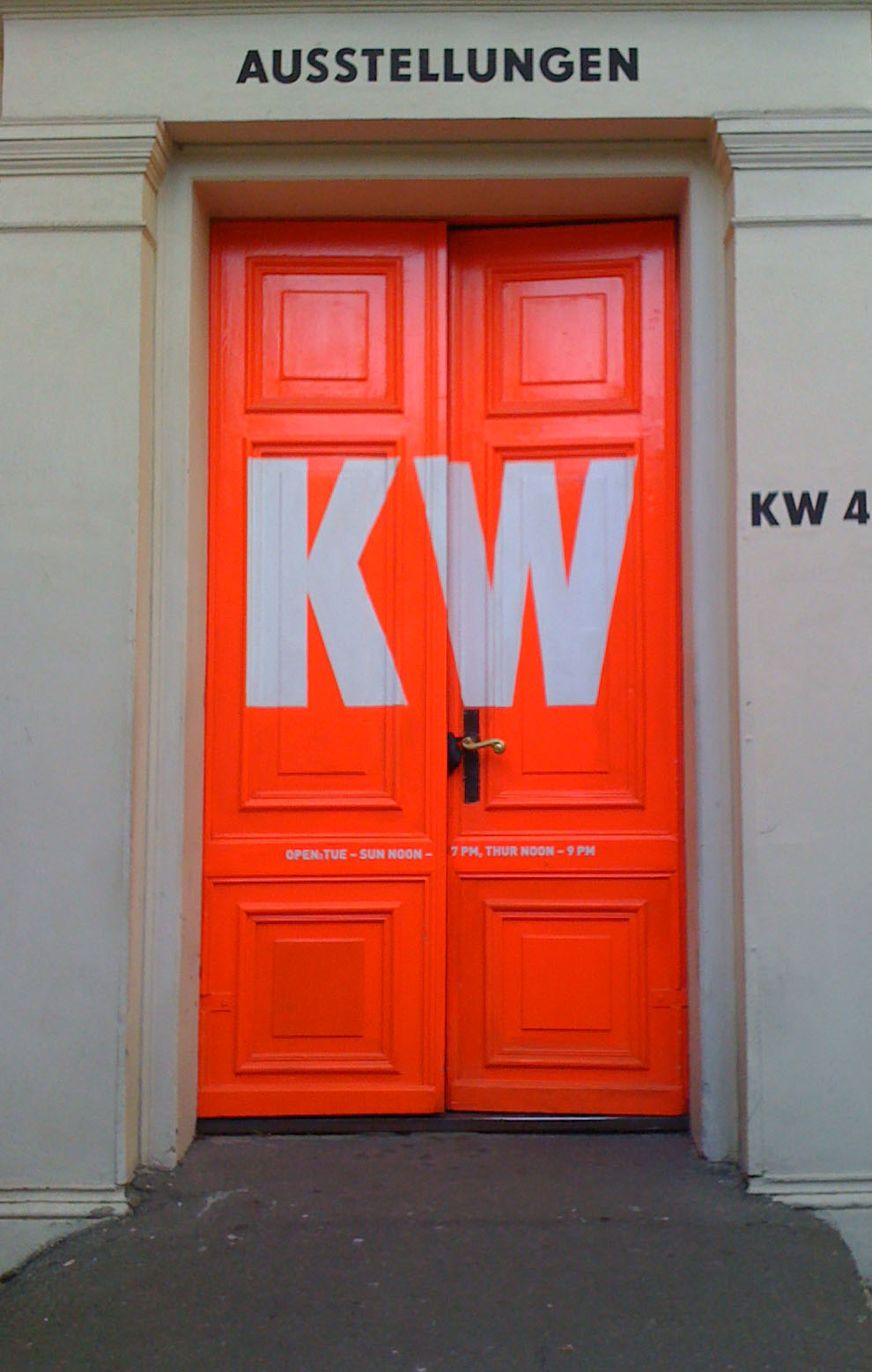
Entré med Kunst-Werke Berlins logga.

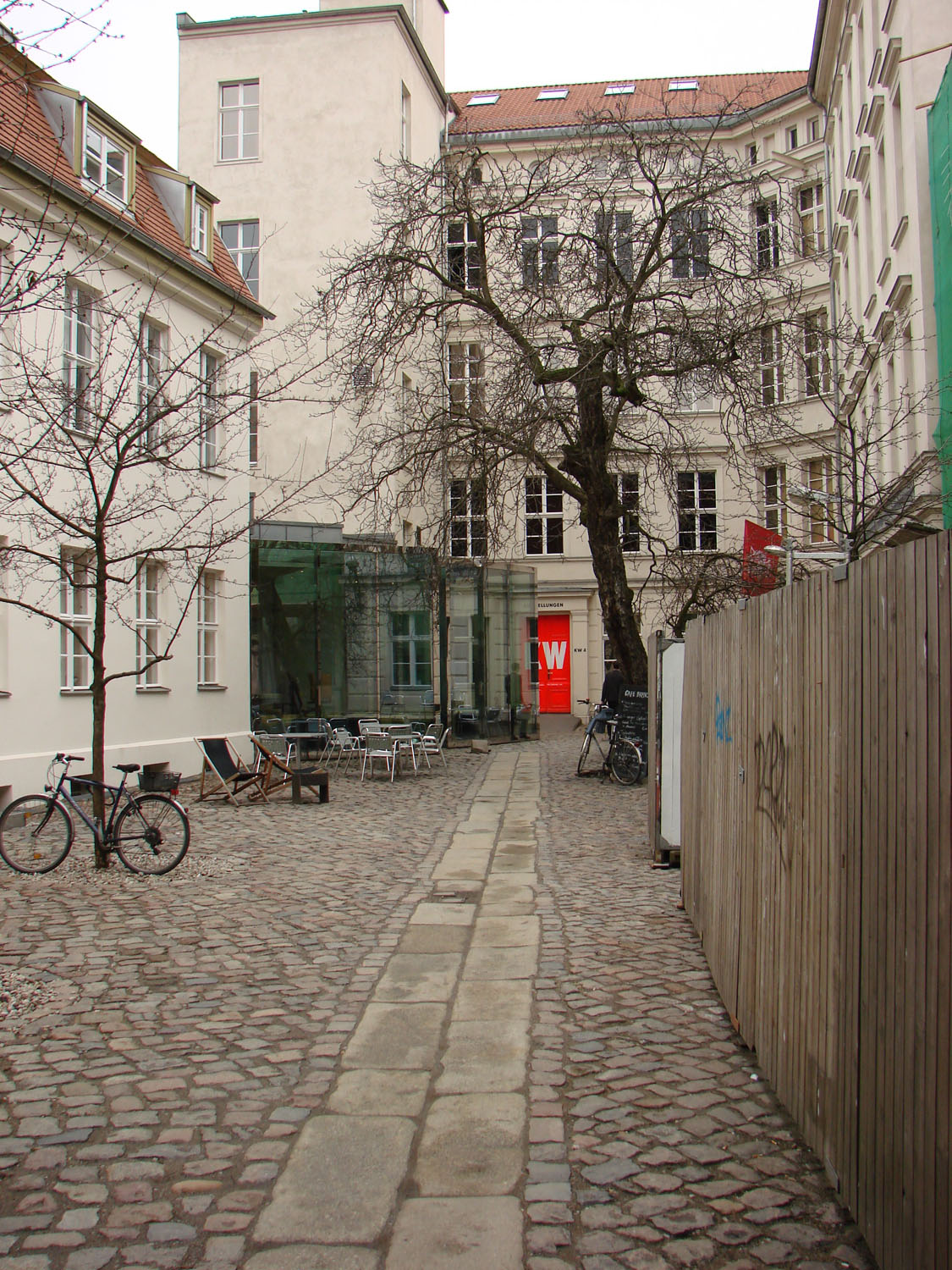
Innergården.

Kunst-Werke Berlin (KW Institute for Contemporary Art) är en konstinstitution i Berlin som både har utställningar med samtidskonst och verksamhet för konstnärligt skapande.

## Utveckling
Kunst-Werke stardades 1990 av Klaus Biesenbach, som tillsammans med en grupp unga konstintresserade inrättade verksamheten i en tidigare margarinfabrik. Efterhand har lokaler renoverats och anpassats så att man idag har en utställningsyta på 2000 m2 fördelad på fem våningar, förutom ett antal ytterligare aktivitetslokaler, ateljéer, arbetsrum och lägenheter; dessutom ett café.
Sedan 2004 är Kunst-Werke Berlin den officiella arrangören av Berlinbiennalen. Det var också där biennalens första utställning hölls 1998.

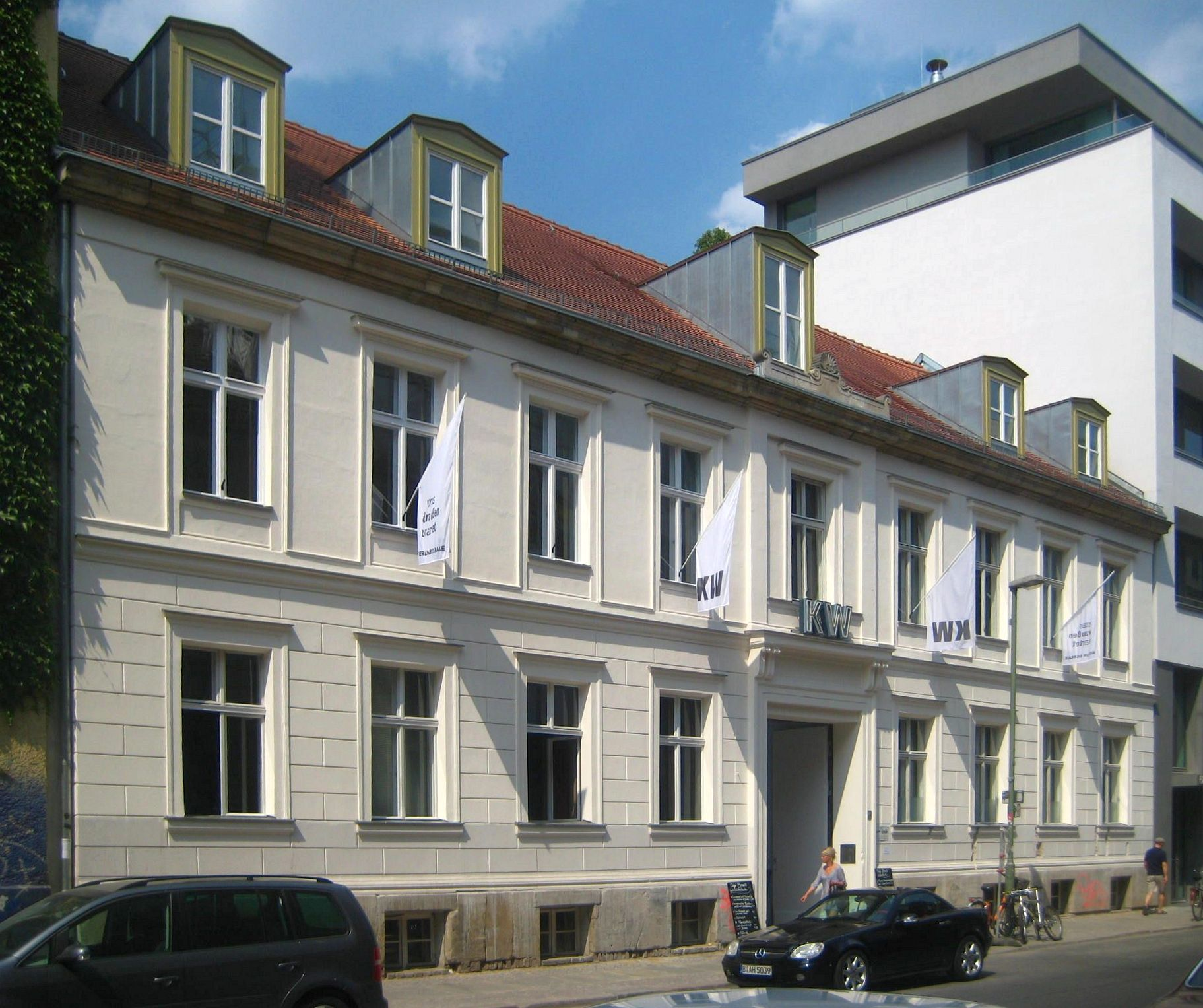
Fasaden vid Auguststraße 69.
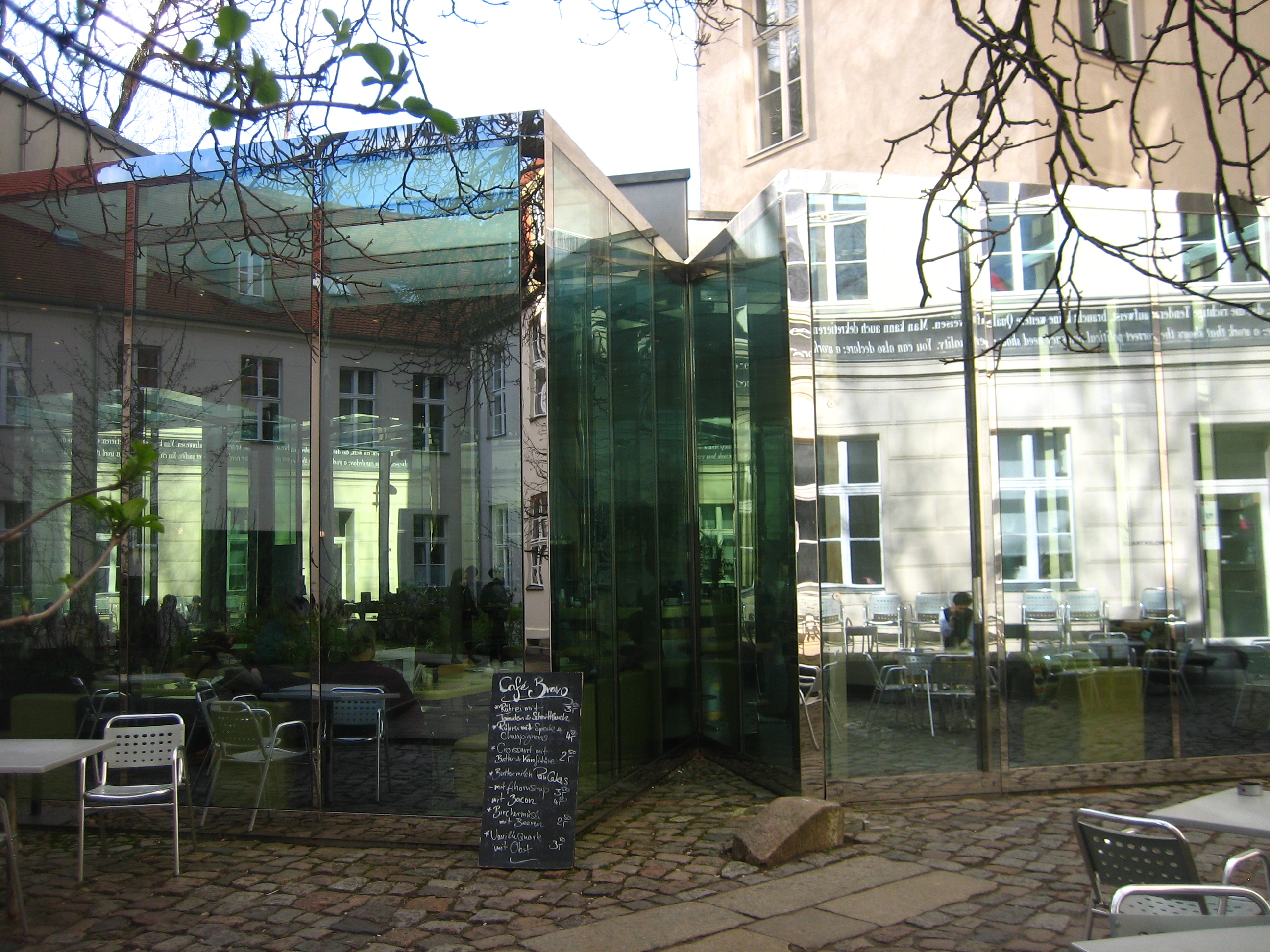
Café Bravo på innergården.